# Bigboard

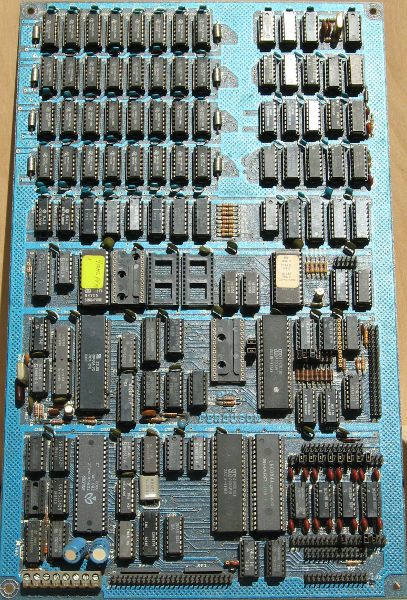
Ferguson Big Board.

El Bigboard fue un computador en una tarjeta diseñado por Jim Ferguson. Corriendo el sistema operativo CP/M, el diseño fue exitoso en círculo de la computación amateur. Fue vendido a Xerox, la cual lo usó como la base del computador de escritorio Xerox 820. La tarjeta de circuitos del Kaypro II fue tan similar que algunos la consideran una copia sin licencia del Bigboard.

## Características
- Un microprocesador Z80
- 64 KB de memoria RAM
- Un teclado
- Un CRT con 24 líneas de 80 caracteres (80 x 24)
- Dos floppy disk de 8" compatibles con las unidades IBM 3740
- Dos puertos seriales RS-232
- Un puerto de impresora paralelo Centronics